# 自由境界問題
数学における自由境界問題（じゆうきょうかいもんだい、英: free boundary problem）とは、未知関数 u および未知領域 Ω の両方について解かれる、ある偏微分方程式のことを言う。問題の初めには知られていない、領域 Ω の境界の区間 Γ のことを自由境界（free boundary）と言う。
自由境界問題の古典的な例に、氷の融解が挙げられる。与えられた氷のかたまりに対し、適切な初期条件および境界条件の下で、その温度を決定するような熱方程式を解くことが出来る。しかし、もし任意の領域における温度が氷の融点よりも常に高かったら、その領域は氷の代わりに液体の水で占められることになる。その氷／水の表面の位置が、偏微分方程式の解によって力学的にコントロールされるのである。

## 二相ステファン問題
氷の融解は、温度場 T に対するステファン問題で、それは次のように定式化される。T > 0 の時に現れるような相 1 と、T < 0 の時に現れるような相 2 の二つの相からなる領域 Ω を占めるようなある媒質を考える。その二つの相の温度拡散率はそれぞれ α1 および α2 とする。例えば、水の温度拡散率は 1.4×10−7 m2/s であり、氷の温度拡散率は 1.335×10−6 m2/s である。
単一の相からなる領域において、温度は熱方程式によって決定づけられるものとする。T > 0 の領域においては、
{\displaystyle {\frac {\partial T}{\partial t}}=\nabla \cdot (\alpha _{1}\nabla T)+Q}
によって温度が決定され、T < 0 の領域においては、
{\displaystyle {\frac {\partial T}{\partial t}}=\nabla \cdot (\alpha _{2}\nabla T)+Q}
で決定される。これは、Ω の（既知の）境界上の適切な条件の下で考えられるものである。ここで Ω は熱のシンクあるいはソースを表す。
時刻 t において T = 0 であるような表面（surface）を Γt と表す。この表面は、二つの相の間の界面（interface）である。ν を、第二の（固体の）相への外向き単位法ベクトルとする。このときステファン問題は、向き ν への自由境界の速度 V によって支配されるある方程式によって与えられる、表面 Γ の発展を決定するものである。特に、
{\displaystyle LV=\alpha _{1}\partial _{\nu }T_{1}-\alpha _{2}\partial _{\nu }T_{2}}
が成り立つ。ここで L は融解の潜熱（latent heat）を表す。T1 は x が領域 T > 0 から Γt へ近付くときの勾配の極限を意味し、T2 は x が領域 T < 0 から Γt へ近付くときの勾配の極限を意味する。
この問題において、全領域 Ω は前もって知られているが、氷／水の表面 Γ は時刻 t = 0 におけるものしか知られていない。そのステファン問題を解く上で、各領域における熱方程式を解くだけでなく、自由境界 Γ についても追って考えなければならない。
一相ステファン問題は、α1 あるいは α2 のいずれかをゼロとするような問題に相当する。すなわち、それは二相ステファン問題の特別な場合である。この観点から、より複雑な問題として、任意の数の相を伴う問題を考えることも出来る。

## 障害問題
自由境界問題の他の有名な例として、古典的なポアソン方程式と密接な関連がある、障害問題が挙げられる。微分方程式
{\displaystyle -\nabla ^{2}u=f,\qquad u|_{\partial \Omega }=g}
の解は、変分原理を満たす。すなわちその解は、汎関数
{\displaystyle E[u]={\frac {1}{2}}\int _{\Omega }|\nabla u|^{2}\,\mathrm {d} x-\int _{\Omega }fu\,\mathrm {d} x}
を、境界上で g の値を取るようなすべての関数 u について、最小化するものである。障害問題においては、次のような付加的な制限が課される：ある与えられた関数 φ に対して、
{\displaystyle u\leq \varphi \,}
が Ω 内で成立しているものとする。
u = φ が成立するような領域として、一致集合（coincidence set）C を定義する。さらに、u が φ と等しくならないような領域として不一致集合（non-coincidence set）N = Ω\C を定義し、それら二つの集合の間の界面として自由境界 Γ を定義する。このとき、u は自由境界問題
{\displaystyle -\nabla ^{2}u=f{\text{ in }}N,\quad u=g}
を、Ω の境界上で満たし、
{\displaystyle u\leq \varphi {\text{ in }}|\Omega ,\quad \nabla u=\nabla \varphi {\text{ on }}\Gamma .\,}
を満たす。ここで、v ≤ φ を満たすようなすべての関数 v の集合は凸であることに注意されたい。ポアソン問題が、関数の線型部分空間についての二次汎関数の最小化に対応するように、自由境界問題は凸集合についての最小化に対応する。

## 変分不等式との関係
多くの自由境界問題は、解析を行う目的上、変分不等式として見なすことも出来る。この点を表すために、実 n 変数の関数 F の、凸集合 C についての最小化を行う。そのミニマイザー x は条件
{\displaystyle \nabla F(x)\cdot (y-x)\geq 0{\text{ for all }}y\in C\,}
によって特徴付けられている。x が C の内点であるなら、F の勾配はゼロでなければならない。x が C の境界上にあるなら、F の x における勾配は、境界に対して垂直でなければならない。
勾配が変分微分として見なされるような、ヒルベルト空間の凸部分集合上の、微分可能汎関数 F の最小化にも、同様のアイデアが適用される。このアイデアを具体化するために、それを障害問題に適用する。それは、次のように表現される：
{\displaystyle \int _{\Omega }(\nabla ^{2}u+f)(v-u)\,\mathrm {d} x\geq 0{\text{ for all }}v\leq \varphi .}
この定式化は、弱解の定義を許すものである：最後の方程式に対して、部分積分を行うことにより
{\displaystyle \int _{\Omega }\nabla u\cdot \nabla (v-u)\mathrm {d} x\leq \int _{\Omega }f(v-u)\,\mathrm {d} x{\text{ for all }}v\leq \varphi }
が得られる。この定義では、多くの楕円型境界値問題の弱定式化と同様に、u が一階微分を持つことのみ要求されている。

## 自由境界の正則性
楕円型偏微分方程式の理論においては、いくつかの関数解析的議論が用いられることで、理にかなって簡単な形状の微分方程式については、その弱解の存在が示される。しかし、そのような弱解は、望んだよりも少ない階数の導関数を持つ関数の空間に含まれることがある：例えば、ポアソン問題に対しては、H1に属する弱解の存在は簡単に主張できるが、その解は二階微分を持たないこともあり得る。そのとき、その弱解が実際に十分正則であることを示すための、いくつかの微積分的な評価を適用できる。
自由境界問題に対しては、二つの理由から、この問題はより注意すべきものとなる。一つ目の理由として、解は自由境界から離れた任意の近傍においては解析的であるかもしれないが、その自由境界を超える際に不連続な導関数を持つことがしばしばある、という点が挙げられる。二つ目の理由として、自由境界それ自身の正則性を示さなければならない、という点が挙げられる。例えば、ステファン問題に対しては、自由境界は C1/2 曲面である。